# Crasville (Eure)
Crasville – miejscowość i gmina we Francji, w regionie Normandia, w departamencie Eure.
Według danych na rok 1990 gminę zamieszkiwało 107 osób, a gęstość zaludnienia wynosiła 44 osoby/km² (wśród 1421 gmin Górnej Normandii Crasville plasuje się na 789. miejscu pod względem liczby ludności, natomiast pod względem powierzchni na miejscu 866.).